# شعري الإهاب السرعي
شعري الإهاب السرعي (الاسم العلمي: Crinipellis sarmentosa) هو نوع من الفطريات يتبع جنس شعري الإهاب من الفصيلة المراسمية.